# Устройство против изнасилования
Устройство против изнасилования — различные устройства, изобретённые с целью предотвращения изнасилования.

## Статистика
Некоторые из самых известных устройств для борьбы с изнасилованиями были изобретены в Южной Африке, стране с высоким уровнем изнасилований и низким количеством обвинительных приговоров. Южноафриканские активисты утверждают, что правовая система неэффективна в предотвращении или сокращении изнасилований и других актов насилия в отношении женщин.
Согласно исследованию Всемирной организации здравоохранения, проведённому в 2001 году, 20 % женщин во всем мире хотя бы раз в жизни становились жертвами изнасилования или попытки изнасилования. По данным отчёта Центров по контролю и профилактике заболеваний за 2011 год, каждая пятая женщина в Америке становится жертвой сексуального насилия. Более 40 % этих жертв — дети, которые сообщили, что впервые подверглись изнасилованию до того, как им исполнилось 18 лет.

## Типы устройств

### Физическое удержание
Было предложено несколько концепций физического сдерживания изнасилований, и хотя они привлекли внимание средств массовой информации, ни одна из них не только не была реализована на 2024 год, но и известно о протестах общества против «мстительных» вариантов.
В 1979 году предполагалась идея устройства, вводящего транквилизатор в член насильника. В 1997 году было предложено устройство, берущее образец тканей, после чего наносящее на член краску и раздражающее ткани вещество.
К устройствам против изнасилования также относят различные реализации «тревожных кнопок» в различных форм-факторах (кулоны, приложения на телефоне).

#### Яап Хауманн
Ранний прототип женского тампона, защищающего от изнасилований, был изобретён в конце 2000 года южноафриканцем Яапом Хауманном. Устройство Хауманна для удобства введения напоминало тампон и состояло из твёрдого цилиндрического пластикового сердечника, содержащего натянутое пружинное лезвие, резавшее при нажатии на него кончиком пениса — по сути, устройство должно производить частичную пенэктомию.

#### Rape-aXe
Южноафриканский врач Сонетт Элерс изобрела женский презерватив, защищающий от изнасилования, с использованием иной конструкции. Идея создания устройства пришла к Элерс, когда та работала техником по переливанию крови в Южноафриканской службе переливания крови, где она встретила много жертв изнасилований. Элерс упомянула, что на создание устройства её вдохновили слова одной из пострадавших с отсылкой к Vagina dentata: «Если бы у меня там были зубы». Первоначально система называлась RapeX, но в 2006 году название было изменено на Rape-aXe, так как название RAPEX использовалось системой предупреждения ЕС об опасных товарах на рынке.
Rape-aXe — это латексная оболочка со встроенными стержнями с острыми, обращёнными внутрь шипами, которую женщина носит во влагалище как женский презерватив. Если бы нападавший попытался совершить вагинальное изнасилование, его пенис вошел бы в латексную оболочку и зацепился бы за шипы, причинив нападающему мучительную боль во время извлечения и дав жертве время сбежать. Презерватив останется прикрепленным к телу нападавшего после изъятия из вагины, и его можно удалить только хирургическим путем, что позволит оповестить о произошедшем персонал больницы и полицию. Как и большинство презервативов, Rape-aXe обычно предотвращает беременность, а также передачу ВИЧ и инфекций, передающихся половым путем.
Rape-aXe был представлен 31 августа 2005 года в Южной Африке. Были высказаны возражения против изобретения Элерс, его называли «мстительным, ужасным и отвратительным», а его запланированная продажа в аптеках была встречена с протестом. Были высказаны опасения, что использование устройства может разозлить злоумышленника и подвергнуть жертву ещё большей опасности. Элерс ответила, что «за это время было убито множество женщин, поскольку никто не может гарантировать исход любого изнасилования», и что боль, причиняемая Rape-aXe, временно обездвижит нападавшего, давая жертве время скрыться.
Хотя изначально в СМИ сообщалось, что массовое производство должно было начаться в апреле 2007 года, устройство так и не было представлено широкой публике.

### Society Harnessing Equipment (SHE)
Студенты Университета SRM разработали женское бельё, способное дать электрический разряд по насильнику и при этом защищающее от удара током саму владелицу. За устройство была вручена награда Gandhian Young Technological Innovation Award 2013.

### Препараты против изнасилования на свидании
Стартап DrinkSavvy собрал средства на линию соломинок и стеклянной посуды, которые изменят цвет, если в напиток был добавлен препарат для изнасилования на свидании, и планировал выпустить свою первую продукцию в декабре 2013 года, но на 2017 год продукция так и не была выпущена.